# Giải NBRMP cho nam diễn viên chính xuất sắc nhất
Giải NBR MP cho nam diễn viên chính xuất sắc nhất là một giải của NBRMP dành cho nam diễn viên đóng vai chính trong một phim, được bầu chọn là xuất sắc nhất. Giải này được lập từ năm 1945.
Ghi chú: Danh sách dưới đây không đầy đủ

## Người đoạt giải

### Thập niên 1940
| Năm  | Diễn viên        | Phim                             | Vai diễn      |
| ---- | ---------------- | -------------------------------- | ------------- |
| 1945 | Ray Milland      | The Lost Weekend                 | Don Birnam    |
| 1946 | Laurence Olivier | Henry V                          | Henry V       |
| 1947 | Michael Redgrave | Mourning Becomes Electra         |               |
| 1948 | Walter Huston    | The Treasure of the Sierra Madre | Howard        |
| 1949 | Ralph Richardson | The Heiress                      | Austin Sloper |
| 1949 | Ralph Richardson | The Fallen Idol                  | Baines        |

### Thập niên 1950
| Năm  | Diễn viên        | Phim                         | Vai diễn |
| ---- | ---------------- | ---------------------------- | -------- |
| 1950 | Alec Guinness    | Kind Hearts and Coronets     |          |
| 1951 | Richard Basehart | Fourteen Hours               |          |
| 1952 | Ralph Richardson | Breaking the Sound Barrier   |          |
| 1953 | James Mason      | The Desert Rats              |          |
| 1953 | James Mason      | Face to Face                 |          |
| 1953 | James Mason      | The Man Between              |          |
| 1953 | James Mason      | Julius Caesar                |          |
| 1954 | Bing Crosby      | The Country Girl             |          |
| 1955 | Ernest Borgnine  | Marty                        |          |
| 1956 | Yul Brynner      | Anastasia                    |          |
| 1956 | Yul Brynner      | The King and I               |          |
| 1956 | Yul Brynner      | The Ten Commandments         |          |
| 1957 | Alec Guinness    | The Bridge on the River Kwai |          |
| 1958 | Spencer Tracy    | The Last Hurrah              |          |
| 1958 | Spencer Tracy    | Ông già và biển cả           |          |
| 1959 | Victor Sjöström  | Wild Strawberries            |          |

### Thập niên 1960
| Năm  | Diễn viên          | Phim                              | Vai diễn                |
| ---- | ------------------ | --------------------------------- | ----------------------- |
| 1960 | Robert Mitchum     | Home from the Hill                | Wade Hunnicutt          |
| 1960 | Robert Mitchum     | The Sundowners                    |                         |
| 1961 | Albert Finney      | Saturday Night and Sunday Morning | Arthur Seaton           |
| 1962 | Jason Robards, Jr. | Long Day's Journey Into Night     | James Tyrone, Jr.       |
| 1962 | Jason Robards, Jr. | Tender is the Night               | Dick Diver              |
| 1963 | Rex Harrison       | Cleopatra                         | Julius Caesar           |
| 1964 | Anthony Quinn      | Zorba the Greek (Alexis Zorbas)   | Alexis Zorba            |
| 1965 | Lee Marvin         | Cat Ballou                        | Kid Shelleen/Tim Strawn |
| 1965 | Lee Marvin         | Ship of Fools                     | Bill Tenny              |
| 1966 | Paul Scofield      | A Man for All Seasons             | Thomas More             |
| 1967 | Peter Finch        | Xa đám đông điên loạn             | William Boldwood        |
| 1968 | Cliff Robertson    | Charly                            | Charly Gordon           |
| 1969 | Peter O'Toole      | Goodbye, Mr. Chips                | Arthur Chipping         |

### Thập niên 1970
| Năm  | Diễn viên        | Phim                            | Vai diễn             |
| ---- | ---------------- | ------------------------------- | -------------------- |
| 1970 | George C. Scott  | Patton                          | George S. Patton     |
| 1971 | Gene Hackman     | The French Connection           | Jimmy "Popeye" Doyle |
| 1972 | Peter O'Toole    | Man of La Mancha                | Don Quixote          |
| 1972 | Peter O'Toole    | The Ruling Class                | Jack Gurney          |
| 1973 | Al Pacino        | Serpico                         | Frank Serpico        |
| 1973 | Robert Ryan      | The Iceman Cometh               | Larry Slade          |
| 1974 | Gene Hackman     | The Conversation                | Harry Caul           |
| 1975 | Jack Nicholson   | One Flew Over the Cuckoo's Nest | Randle McMurphy      |
| 1976 | David Carradine  | Bound for Glory                 | Woody Guthrie        |
| 1977 | John Travolta    | Saturday Night Fever            | Tony Manero          |
| 1978 | Jon Voight       | Coming Home                     | Luke Martin          |
| 1978 | Laurence Olivier | The Boys from Brazil            | Ezra Lieberman       |
| 1979 | Peter Sellers    | Being There                     | Chance               |

### Thập niên 1980
| Năm  | Diễn viên       | Phim                          | Vai diễn          |
| ---- | --------------- | ----------------------------- | ----------------- |
| 1980 | Robert DeNiro   | Raging Bull                   | Jake LaMotta      |
| 1981 | Henry Fonda     | On Golden Pond                | Norman Thayer     |
| 1982 | Ben Kingsley    | Gandhi                        | Mahatma Gandhi    |
| 1983 | Tom Conti       | Merry Christmas, Mr. Lawrence | John Lawrence     |
| 1983 | Tom Conti       | Reuben, Reuben                | Gowan McGland     |
| 1984 | Victor Banerjee | A Passage to India            | Aziz H. Ahmed     |
| 1985 | William Hurt    | Kiss of the Spider Woman      | Luis Molina       |
| 1985 | Raúl Juliá      | Kiss of the Spider Woman      | Valentin Arregui  |
| 1986 | Paul Newman     | The Color of Money            | Fast Eddie Felson |
| 1987 | Michael Douglas | Wall Street                   | Gordon Gekko      |
| 1988 | Gene Hackman    | Mississippi Burning           | Rupert Anderson   |
| 1989 | Morgan Freeman  | Driving Miss Daisy            | Hoke Colburn      |

### Thập niên 1990
| Năm  | Diễn viên       | Phim                   | Vai diễn                |
| ---- | --------------- | ---------------------- | ----------------------- |
| 1990 | Robert DeNiro   | Awakenings             | Leonard Lowe            |
| 1990 | Robin Williams  | Awakenings             | Malcolm Sayer           |
| 1991 | Warren Beatty   | Bugsy                  | Benjamin "Bugsy" Siegel |
| 1992 | Jack Lemmon     | Glengarry Glen Ross    | Shelley Levene          |
| 1993 | Anthony Hopkins | The Remains of the Day | James Stevens           |
| 1994 | Tom Hanks       | Forrest Gump           | Forrest Gump            |
| 1995 | Nicolas Cage    | Leaving Las Vegas      | Ben Sanderson           |
| 1996 | Tom Cruise      | Jerry Maguire          | Jerry Maguire           |
| 1997 | Jack Nicholson  | As Good as It Gets     | Melvin Udall            |
| 1998 | Ian McKellen    | Gods and Monsters      | James Whale             |
| 1999 | Russell Crowe   | The Insider            | Jeffrey Wigand          |

### Thập niên 2000
| Năm  | Diễn viên              | Phim                      | Vai diễn          |
| ---- | ---------------------- | ------------------------- | ----------------- |
| 2000 | Javier Bardem          | Before Night Falls        | Reinaldo Arenas   |
| 2001 | Billy Bob Thornton     | Bandits                   | Terry Lee Collins |
| 2001 | Billy Bob Thornton     | The Man Who Wasn't There  | Ed Crane          |
| 2001 | Billy Bob Thornton     | Monster's Ball            | Hank Grotowski    |
| 2002 | Campbell Scott         | Roger Dodger              | Roger Swanson     |
| 2003 | Sean Penn              | 21 Grams                  | Paul Rivers       |
| 2003 | Sean Penn              | Mystic River              | Jimmy Markum      |
| 2004 | Jamie Foxx             | Ray                       | Ray Charles       |
| 2005 | Philip Seymour Hoffman | Capote                    | Truman Capote     |
| 2006 | Forest Whitaker        | The Last King of Scotland | Idi Amin          |
| 2007 | George Clooney         | Michael Clayton           | Michael Clayton   |
| 2008 | Clint Eastwood         | Gran Torino               | Walt Kowalski     |